# 亚罗士打电讯塔
6°7′28″N 100°22′2″E / 6.12444°N 100.36722°E
亚罗士打电讯塔是一座位于马来西亚吉打州亚罗士打市的高塔，塔高165.5米（543英尺），1997年建成时是当时世界第十六高塔，现在位居第十九。
亚罗士打电讯塔耗资约4000万令吉兴建，主要作为通讯塔用途，并开放供游客参观以及在此用餐。亚罗士打电讯塔于1997年8月14日由时任首相马哈迪·莫哈末主持开幕仪式。亚罗士打电讯塔也是亚罗士打市的地标。

## 意外事故
- 2010年9月28日，吉隆坡塔国际跳伞参赛者一起到亚罗士打电信塔进行跳伞练习。一名澳大利亚籍女跳伞员坦蒂从电信塔跳伞时不幸意外跌死。警方怀疑坦蒂的引导伞和她头盔上的小相机纠缠在一起，导致她无法打开主伞。死者拥有1500次高空跳伞和23次定点跳伞的经验，意外发生前两次跳伞都顺利降落。[1]